# Open de Moselle 2004 - Qualificazioni singolare
Le qualificazioni del singolare  dell'Open de Moselle 2004 sono state un torneo di tennis preliminare per accedere alla fase finale della manifestazione. I vincitori dell'ultimo turno sono entrati di diritto nel tabellone principale. In caso di ritiro di uno o più giocatori aventi diritto a questi sono subentrati i lucky loser, ossia i giocatori che hanno perso nell'ultimo turno ma che avevano una classifica più alta rispetto agli altri partecipanti che avevano comunque perso nel turno finale.
Le qualificazioni del torneo Open de Moselle 2004 prevedevano 32 partecipanti di cui 4 sono entrati nel tabellone principale.

## Teste di serie
1. Lars Burgsmüller (secondo turno)
2. Peter Wessels (secondo turno)
3. Stan Wawrinka (ultimo turno)
4. Marc Gicquel (Qualificato)

1. Jérôme Haehnel (Qualificato)
2. Nicolas Devilder (primo turno)
3. Gilles Simon (Qualificato)
4. Alex Bogdanović (secondo turno)

## Qualificati
1. Gilles Simon
2. Florent Serra

1. Jérôme Haehnel
2. Marc Gicquel

## Tabellone

### Legenda
| - Q = Qualificato - WC = Wild card - LL = Lucky loser | - ALT = Alternate - SE = Special Exempt - PR = Protected Ranking | - w/o = Walkover - r = Ritirato - d = Squalificato |

### Sezione 1
|  | Primo turno      | Primo turno       | Primo turno       | Primo turno | Primo turno |  |  | Secondo turno | Secondo turno    | Secondo turno    | Secondo turno | Secondo turno |   |   | Ultimo turno | Ultimo turno | Ultimo turno | Ultimo turno | Ultimo turno |  |
|  |                  |                   |                   |             |             |  |  |               |                  |                  |               |               |   |   |              |              |              |              |              |  |
|  |                  |                   |                   |             |             |  |  |               |                  |                  |               |               |   |   |              |              |              |              |              |  |
|  |                  |                   |                   |             |             |  |  | 1             | Lars Burgsmüller | 4                | 6             | 3             |   |   |              |              |              |              |              |  |
|  | Roman Valent     | Roman Valent      | Roman Valent      | 6           | 6           |  |  |               | Roman Valent     | 6                | 3             | 6             |   |   |              |              |              |              |              |  |
|  | Olivier Bouhamri | Olivier Bouhamri  | Olivier Bouhamri  | 3           | 4           |  |  |               |                  |                  |               |               |   |   |              | Roman Valent | Roman Valent | 3            | 4            |  |
|  | Matwé Middelkoop | Matwé Middelkoop  | 6                 | 2           | 6           |  |  |               |                  | 7                | Gilles Simon  | Gilles Simon  | 6 | 6 |              |              |              |              |              |  |
|  | Igor Zelenay     | Igor Zelenay      | 2                 | 6           | 3           |  |  |               | Matwé Middelkoop | Matwé Middelkoop | 1             | 3             |   |   |              |              |              |              |              |  |
|  | 7                | Gilles Simon      | Gilles Simon      | 7           | 6           |  |  | 7             | Gilles Simon     | Gilles Simon     | 6             | 6             |   |   |              |              |              |              |              |  |
|  |                  | Antoine Benneteau | Antoine Benneteau | 62          | 2           |  |  |               |                  |                  |               |               |   |   |              |              |              |              |              |  |

### Sezione 2
|  | Primo turno            | Primo turno            | Primo turno        | Primo turno | Primo turno |  |  | Secondo turno      | Secondo turno      | Secondo turno      | Secondo turno | Secondo turno |   |   | Ultimo turno  | Ultimo turno  | Ultimo turno  | Ultimo turno | Ultimo turno |  |
|  |                        |                        |                    |             |             |  |  |                    |                    |                    |               |               |   |   |               |               |               |              |              |  |
|  |                        |                        |                    |             |             |  |  |                    |                    |                    |               |               |   |   |               |               |               |              |              |  |
|  |                        |                        |                    |             |             |  |  | 2                  | Peter Wessels      | 2                  | 6             | 4             |   |   |               |               |               |              |              |  |
|  | Florent Serra          | Florent Serra          | 1                  | 6           | 6           |  |  |                    | Florent Serra      | 6                  | 4             | 6             |   |   |               |               |               |              |              |  |
|  | Édouard Roger-Vasselin | Édouard Roger-Vasselin | 6                  | 4           | 3           |  |  |                    |                    |                    |               |               |   |   | Florent Serra | Florent Serra | Florent Serra | 6            | 6            |  |
|  | Melle Van Gemerden     | Melle Van Gemerden     | Melle Van Gemerden | 6           | 6           |  |  |                    |                    | Uros Vico          | Uros Vico     | Uros Vico     | 3 | 4 |               |               |               |              |              |  |
|  | Julien Mathieu         | Julien Mathieu         | Julien Mathieu     | 0           | 3           |  |  | Melle Van Gemerden | Melle Van Gemerden | Melle Van Gemerden | 5             | 5             |   |   |               |               |               |              |              |  |
|  |                        | Uros Vico              | Uros Vico          | 6           | 6           |  |  | Uros Vico          | Uros Vico          | Uros Vico          | 7             | 7             |   |   |               |               |               |              |              |  |
|  | 6                      | Nicolas Devilder       | Nicolas Devilder   | 2           | 2           |  |  |                    |                    |                    |               |               |   |   |               |               |               |              |              |  |

### Sezione 3
|  | Primo turno        | Primo turno        | Primo turno       | Primo turno | Primo turno |  |  | Secondo turno | Secondo turno   | Secondo turno   | Secondo turno  | Secondo turno |   |   | Ultimo turno | Ultimo turno  | Ultimo turno | Ultimo turno | Ultimo turno |  |
|  |                    |                    |                   |             |             |  |  |               |                 |                 |                |               |   |   |              |               |              |              |              |  |
|  | 3                  | Stan Wawrinka      | Stan Wawrinka     | 6           | 7           |  |  |               |                 |                 |                |               |   |   |              |               |              |              |              |  |
|  |                    | Laurent Bram       | Laurent Bram      | 1           | 64          |  |  | 3             | Stan Wawrinka   | Stan Wawrinka   | 7              | 7             |   |   |              |               |              |              |              |  |
|  | Paul Baccanello    | Paul Baccanello    | Paul Baccanello   | 6           | 6           |  |  |               | Paul Baccanello | Paul Baccanello | 65             | 65            |   |   |              |               |              |              |              |  |
|  | Florent Alcantara  | Florent Alcantara  | Florent Alcantara | 2           | 2           |  |  |               |                 |                 |                |               |   |   | 3            | Stan Wawrinka | 4            | 6            | 62           |  |
|  | Ramón Delgado      | Ramón Delgado      | 64                | 6           | 6           |  |  |               |                 | 5               | Jérôme Haehnel | 6             | 3 | 7 |              |               |              |              |              |  |
|  | Massimo Dell'Acqua | Massimo Dell'Acqua | 7                 | 2           | 2           |  |  |               | Ramón Delgado   | Ramón Delgado   | 4              | 2             |   |   |              |               |              |              |              |  |
|  | 5                  | Jérôme Haehnel     | Jérôme Haehnel    | 6           | 7           |  |  | 5             | Jérôme Haehnel  | Jérôme Haehnel  | 6              | 6             |   |   |              |               |              |              |              |  |
|  |                    | Nicolas Renavand   | Nicolas Renavand  | 4           | 5           |  |  |               |                 |                 |                |               |   |   |              |               |              |              |              |  |

### Sezione 4
|  | Primo turno      | Primo turno       | Primo turno       | Primo turno | Primo turno |  |  | Secondo turno | Secondo turno    | Secondo turno  | Secondo turno    | Secondo turno    |   |   | Ultimo turno | Ultimo turno | Ultimo turno | Ultimo turno | Ultimo turno |  |
|  |                  |                   |                   |             |             |  |  |               |                  |                |                  |                  |   |   |              |              |              |              |              |  |
|  | 4                | Marc Gicquel      | Marc Gicquel      | 6           | 6           |  |  |               |                  |                |                  |                  |   |   |              |              |              |              |              |  |
|  |                  | Frederic Stauffer | Frederic Stauffer | 0           | 0           |  |  | 4             | Marc Gicquel     | Marc Gicquel   | 6                | 6                |   |   |              |              |              |              |              |  |
|  | Michael Lammer   | Michael Lammer    | Michael Lammer    | 6           | 6           |  |  |               | Michael Lammer   | Michael Lammer | 3                | 2                |   |   |              |              |              |              |              |  |
|  | Jonathan Laubut  | Jonathan Laubut   | Jonathan Laubut   | 1           | 1           |  |  |               |                  |                |                  |                  |   |   | 4            | Marc Gicquel | Marc Gicquel | 6            | 6            |  |
|  | Robert Lindstedt | Robert Lindstedt  | Robert Lindstedt  | 6           | 7           |  |  |               |                  |                | Robert Lindstedt | Robert Lindstedt | 4 | 2 |              |              |              |              |              |  |
|  | Ivo Klec         | Ivo Klec          | Ivo Klec          | 4           | 65          |  |  |               | Robert Lindstedt | 7              | 4                | 6                |   |   |              |              |              |              |              |  |
|  | 8                | Alex Bogdanović   | 3                 | 6           | 6           |  |  | 8             | Alex Bogdanović  | 65             | 6                | 2                |   |   |              |              |              |              |              |  |
|  |                  | Ruben De Kleijn   | 6                 | 1           | 2           |  |  |               |                  |                |                  |                  |   |   |              |              |              |              |              |  |